# Otto Pahlau
Otto Pahlau (* 15. August 1857 in Berlin; † 27. Dezember 1929 ebenda) war ein deutscher Theaterschauspieler und -regisseur.

## Leben
Otto Pahlau war der Spross einer alten Berliner Hutmacherfamilie. Über seine Cousine, eine Tänzerin am Königlichen Opernhaus der Reichshauptstadt, kam Pahlau in eine Ballettschule. Bald darauf erhielt er Kinderrollen in Theaterstücken angeboten. Als junger Erwachsener begann Pahlau seine Theaterlaufbahn in Warmbrunn, war dann in Schweidnitz, Frankfurt an der Oder, Lobetheater, sodann am Stadttheater in Breslau, Moskau, Nürnberg, Köln, in Wien am Deutschen Volkstheater engagiert, schloss sich 1892 der August-Junkermann-Tournee an (spätestens dort lernte er seine zukünftige Frau Paula Levermann kennen), war 1894 Mitglied des Stadttheaters Hannover und wie seine Frau von 1895 bis 1898 im Verband des Schillertheaters, dem er bis 1900 angehörte. Dann folgte er für ein Jahr einem Ruf an das Neue Theater und begab sich 1901 erneut in die USA, wo er am deutschsprachigen Theater von Milwaukee auftrat. Wieder zurück in Deutschland, konnte Pahlau auch als Regisseur arbeiten, so beispielsweise bis zum Ersten Weltkrieg am Dresdner Centraltheater. Nach dem Krieg war Pahlau meist freiberuflich tätig und ging häufig auf Tournee.
Pahlaus Reisetätigkeit in Sachen Theater führte ihn immer wieder auch ins Ausland; so trat er in Rumänien, Frankreich (wo er bei der Produktionsfirma Pathé erste Tonfilmversuche unternahm), Belgien und, ehe ihn ein schweres Leiden zum Rückzug von der Schauspielerei zwang, in Südamerika auf. „Vom Fach der Naturburschen und schüchternen Liebhaber ging er mit den Jahren in das der Bonvivants über. Schweren Herzens spielte er sich nach und nach in die Komiker- und Väterrollen über. Bei den Direktoren wegen seiner Arbeitsfreudigkeit und seiner Gewissenhaftigkeit immer sehr geschätzt, war er bei den Kollegen allgemein beliebt durch seine liebenswürdige, stets hilfsbereite Art und seinen unverwüstlichen Humor, der ihm trotz jahrelanger schwerer Krankheit und Enttäuschungen nicht ganz verloren ging“, wie es im Nachruf des Deutschen Bühnen-Jahrbuchs hieß.